# 奧托 (愛荷華州)
奧托（英語：Oto）是一個位於美國愛荷華州伍德伯里縣的城市。

## 地理
奧托的座標為42°17′01″N 95°53′39″W / 42.28361°N 95.89417°W，而該地的平均海拔高度為334米（即1096英尺）。

## 人口
根據2010年美國人口普查的數據，奧托的面積為0.70平方千米，當中陸地面積為0.70平方千米，而水域面積為0.00平方千米。當地共有人口108人，而人口密度為每平方千米154人。